# فرانك جونز
فرانك جونز (بالإنجليزية: Frank Jones) (و. 1832 – 1902 م) هو سياسي، من الولايات المتحدة الأمريكية، كان عضوًا في الحزب الديمقراطي الأمريكي، توفي في بورتسموث (نيوهامشير)، عن عمر يناهز 70 عاماً.

## مناصب
تولى منصب عضو مجلس النواب الأمريكي.